# Polytrichum tonkinense
Polytrichum tonkinense är en bladmossart som beskrevs av Thériot och R. Henry 1928. Polytrichum tonkinense ingår i släktet björnmossor, och familjen Polytrichaceae. Inga underarter finns listade i Catalogue of Life.